# 白尾蜻属
白尾蜻属（学名：Plathemis）是蜻蛉目蜻蜓科下的一个属，分布于美国，墨西哥，与加拿大南部。有些学者将本属包含于蜻属（Libellula）之内。

## 分类
此属下含共两种：
- 普通白尾蜻 - Plathemis lydia Drury, 1770
- 沙漠白尾蜻 - Plathemis subornata Hagen, 1861

## 外部連結
- 維基物種上的相關：白尾蜻属